# Антоні Бажон
Антоні́ Бажо́н (фр. Anthony Bajon; нар. 7 квітня 1994, Вільнев-Сен-Жорж, Франція) — французький актор.

## Біографія
Антоні Бажон почав свою акторську кар'єру у віці 12 років на сцені театру. З того часу він регулярно виступає в різних театрах Франції.
У 2015 році Бажон дебютував у фільмі Леи Фенер «Людожери», після чого зіграв ролі другого плану у фільмах «Мерилін» Гійома Гальєнна, «Роден» Жака Дуайона та «Наші божевільні роки» Андре Тешіне. Загалом у 2014-2017 роках актор знявся у більш ніж 20 телевізійних і кінофільмах.
У 2018 році Антоні Бажон зіграв головну роль 22-річного наркозалежного юнака Тома у фільму Седріка Кана «Молитва». За цю роль він отримав «Срібного ведмедя» 68-го Берлінського міжнародного кінофестивалю як найкращий актор, ставши 7-м французьким актором за всю історію фестивалю, який був відзначений цією нагородою.

## Фільмографія
| Рік       |    | Українська назва     | Оригінальна назва        | Роль                |
| --------- | -- | -------------------- | ------------------------ | ------------------- |
| 2010—2015 | с  | Дами в колоді карт   | Les Dames                | Сипрієн             |
| 2015      | ф  | Людожери             | Les ogres                | молодик з каравану  |
| 2015      | кф | Чарівний світ        | Magic World              | Йоган               |
| 2016      | ф  | Сільський лікар      | Médecin de campagne      | юнак з кондиломою   |
| 2016      | ф  | Діти удачі           | Les enfants de la chance | Марсель             |
| 2016      | кф |                      | Fils de                  | Вал                 |
| 2017      | ф  | Чого хоче Джульєтта  | L'embarras du choix      |                     |
| 2017      | ф  | Наші божевільні роки | Nos années folles        | малий Вогубер       |
| 2017      | ф  | Роден                | Rodin                    | Огюст Бьоре         |
| 2017      | ф  | Мерилін              | Maryline                 | Симон, брат Мерилін |
| 2017      | кф | Моє курча            | Mon Poussin              | тінейджер           |
| 2018      | ф  | Молитва              | La prière                | Тома                |
| 2019      | ф  |                      | Merveilles a Montfermeil | Гійом               |
| 2019      | ф  |                      | Au nom de la terre       | Томас               |
| 2019      | ф  |                      | Tu merites un amour      | Чарлі               |

## Визнання
| Нагороди та номінації Антоні Бажона   | Нагороди та номінації Антоні Бажона | Нагороди та номінації Антоні Бажона | Нагороди та номінації Антоні Бажона |
| Рік                                   | Категорія                           | Фільм                               | Результат                           |
| ------------------------------------- | ----------------------------------- | ----------------------------------- | ----------------------------------- |
| Берлінський міжнародний кінофестиваль |                                     |                                     |                                     |
| 2018                                  | «Срібний ведмідь» найкращому актору | Молтива                             | Перемога                            |
| Премія «Люм'єр»                       |                                     |                                     |                                     |
| 2019                                  | Найперспективніший актор            | Молитва                             | Номінація                           |
| Премія «Сезар»                        |                                     |                                     |                                     |
| 2019                                  | Найперспективніший актор            | Молитва                             | Номінація                           |